# Roy Goodman
Roy Goodman (Guildford, 26 janvier 1951) est un chef d'orchestre et violoniste britannique, spécialisé dans l'interprétation et la direction de la musique ancienne. Il est internationalement célèbre depuis ses douze ans, lorsqu'il est soprano solo pour l'enregistrement du Miserere d'Allegri, avec le Chœur du King's College de Cambridge, sous la direction de David Willcocks en mars 1963.

## Biographie
Goodman étudie au Royal College of Music et est devenu un compagnon du Royal College of Organists et associé du Royal College of Music. Il sert comme directeur de la musique à l'Université de Kent à Canterbury et directeur des études sur la musique ancienne à l'Académie royale de musique.
En tant que violoniste et premier violon, il joue de 1975 à 1985, sous la baguette de Iván Fischer, John Eliot Gardiner, Charles Mackerras, Roger Norrington et Simon Rattle (au Glyndebourne Opera). Il est soliste à la viola d'amore, au sein de l'Academy of St Martin in the Fields sous la direction de Neville Marriner et avec le Philharmonia Orchestra, dirigé par Vladimir Ashkenazy. Il joue également en tant que en soliste au violon baroque avec Frans Brüggen, Philippe Herreweghe, Christopher Hogwood, René Jacobs, Trevor Pinnock et Ton Koopman.
En tant que chef d'orchestre, Roy Goodman est connu pour son expertise des débuts de la musique, qu'il joue souvent soit au violon, au clavecin ou à l'orgue. De 1974 à 1976, il est chef d'orchestre du Reading Youth Orchestra, puis fondateur et directeur du Brandenburg Consort (1975–2001), codirecteur de l'ensemble The Parley of Instruments (1979–1986), chef d'orchestre principal de l'Hanover Band (1986–1994) et directeur musical de l'Orchestre baroque de l'Union Européenne (1989–2004). Il est le principal chef invité de l'English Chamber Orchestra et directeur émérite de l'Orchestre baroque de l'union. Il a dirigé en tant que chef invité plus de cent autres orchestres, ensembles et compagnies d'opéra. En 2006, il fait ses débuts avec l'Orchestre royal du concertgebouw d'Amsterdam et retourne à l'Opéra de San Francisco, afin de diriger une nouvelle production du Mariage de Figaro de Mozart.
En tant que chef d'orchestre, Goodman a fait plus de cent-vingt enregistrements allant de Monteverdi à Copland. Dans le domaine de la musique contemporaine, Goodman a réalisé la création mondiale de plus de quarante œuvres.
Roy Goodman a fait ses débuts en Nouvelle-Zélande en 2007, par la réalisation d'une série de concerts baroques. À la suite de la réponse enthousiaste du public et de la critique, il accepte le poste de premier chef Invité de l'Orchestre philharmonique d'Auckland, jusqu'en 2011. En 2010, il fait ses débuts à l'Opéra de Sydney, avec trois concerts, et en 2011, il est surnommé affectueusement le « Rafael Nadal des chefs d'orchestre » par la radio de la Nouvelle-Zélande. Il a trois enfants et cinq petits-enfants.